# 童門冬二
童門 冬二（どうもん ふゆじ、1927年10月19日 - 2024年1月13日）は、日本の小説家。勲等は勲三等。本名は太田 久行（おおた ひさゆき）。

## 来歴
東京下町にて誕生。東海大学附属旧制中学卒業。海軍少年飛行兵（予科練）の特攻隊に入隊するが、出撃しないまま終戦を迎える。
東京都に入庁し、目黒区役所係員から、東京都立大学理学部事務長、広報室課長、企画関係部長、知事秘書、広報室長、企画調整局長、政策室長を歴任した。都庁在職中は、美濃部亮吉都政3期12年を知事のスピーチライターとして支え、都庁首脳として活躍した。
1958年に作家デビュー。1960年には『暗い川が手を叩く』で第43回芥川賞候補となる。
また1977年放送のテレビドラマ『新選組始末記』ではメイン脚本を担当している。
1979年、美濃部の知事退任と同時に退職し専業作家となった。在籍中に蓄積した人間管理と組織の実学を歴史の中に再確認し、小説・ノンフィクションの分野に新境地を拓く。
1999年勲三等瑞宝章を受章。
2024年1月13日、がんのため死去した。96歳没。故人の遺志を受け、没後1年となる2025年1月13日に遺族が死去を公表した。

## 人物
ペンネームの童門について、スミスの本棚において、こう語っている。童門冬二は17歳で終戦を迎え、特攻隊から戻った少年に対し世間の目は罪人を迎えるようで、童門は傷つきグレた。その傷を癒したのが太宰治の著書であり、その純粋さ優しさに童門は取り憑かれた。童門冬二にとって太宰治はデーモンであり、ペンネームの童門はデーモンから来ている。

## 著作
- 『旅がらす大名』太田久行 大和出版 1958年
- 『隠密流れ笠』太田久行 大和出版 1959年
- 『飛び出したお嬢さん』太田久行 大和出版 1959年
- 『隠密系図』太田久行 東方社 1960年
- 『暗い川が手を叩く』童門冬二 大和出版 1960年
- 『隠密社員』東都書房(Toto mystery) 1963年
- 『異説新撰組』東都書房 1964年 のち春陽文庫
- 『新選組一番隊』東都書房 1967年 「人間の器量」
- 『明日は維新だ』人物往来社 1967年 のち集英社文庫
- 『新篇座頭市』東都書房 1967年 のち富士見書房時代小説文庫
- 『一匹狼』東方社 1968年
- 『大岡越前守』学習研究社(3年の学習 読み物特集号)1970年[7]
- 『ジョン万次郎』学習研究社(少年少女学研文庫)1972年 のち人物文庫
- 『史説道三と信長』大陸書房 1972年
- 『史伝勝海舟』大陸書房 1973年 のち成美文庫
- 『親鸞 物語と史蹟をたずねて』成美堂出版 1973年 のち文庫
- 『雲井竜雄』新人物往来社 1974年
- 『西郷隆盛 物語と史蹟をたずねて』成美堂出版 1974年 のち文庫
- 『織田信長』あかね書房 1975年 (嵐の中の日本人シリーズ)
- 『新撰組山南敬助』新人物往来社 1975年 のち人物文庫
- 『新撰組 物語と史蹟をたずねて』成美堂出版 1976年 のち文庫
- 『沖田総司 物語と史蹟をたずねて』成美堂出版 1977年 のち文庫
- 『沖田総司血涙録』新人物往来社 1977年
- 『職業としての地方公務員 公僕を選んだ私の生き方』太田久行 中経出版 1978年
- 『美濃部都政12年 政策室長のメモ』太田久行 毎日新聞社 1979年
- 『小説都庁』太田久行 主婦と生活社 1979年
- 『武田信玄』あかね書房 1981年 (嵐の中の日本人シリーズ)
- 『統率者の論理』学陽書房 1981年 「組織を動かす」三笠書房知的生きかた文庫
- 『官吏意外史 日本史にみる公務員の虚像と実像』太田久行 公務職員研修協会 1981年
- 『再建戦士 テンパーセンター 企業小説』実業之日本社 1982年
- 『新撰組の女たち』朝日新聞社 1982年 のち旺文社文庫
- 『竜馬暗殺集団』春陽文庫 1982年
- 『坂本龍馬に学ぶ』新人物往来社 1982年 「坂本龍馬の人間学」講談社文庫
- 『経営革命の祖上杉鷹山の研究 危機を乗り切るリーダーの条件』PHP研究所 1982年 「上杉鷹山の経営学」文庫
- 『維新の女たち』春陽文庫 1982年
- 『南北朝の風雲 足利尊氏』創隆社 1982年 「足利尊氏の生涯」知的生きかた文庫、「足利尊氏」時代小説文庫
- 『さらりーまんで候 “非情"の世界-江戸の管理者』日本経済新聞社 1982年 「非情の人間管理学」旺文社文庫
- 『人を育てる管理学』学陽書房 1982年 「英傑たちの人材育成法」改題
- 『新撰組が行く』秋田書店 1982年 のち旺文社文庫、集英社文庫「小説新撰組」
- 『遠山金四郎 物語と史蹟をたずねて』成美堂出版 1982年 のち文庫
- 『とびうお酔酔』都政新報社 1983年
- 『小説上杉鷹山』学陽書房 1983年 のち人物文庫、集英社文庫
- 『日本史100の名場面』コンパニオン出版 「日本の歴史名場面100」知的生きかた文庫
- 『情の管理・知の管理 部下の心を掴み、士気を高める 燃える集団をつくる』PHP研究所 のち文庫
- 『レクチャー『五輪書』宮本武蔵の自己管理術』六興出版 1984年
- 『宮本武蔵の人生訓 剣聖に学ぶ勝つこと、処世、人間学』永岡書店、1984年 のち知的生きかた文庫、PHP文庫
- 『統率者の論理』学陽書房 1984年 「組織を動かす」知的生きかた文庫
- 『織田信長に学ぶ』新人物往来社 1984年 「織田信長に学ぶ」講談社文庫
- 『真面目すぎる人は成功しない 先人に学ぶ真面目人間が成功する秘訣』日新報道 1984年
- 『小説・川路聖謨』読売新聞社 1984年
- 『福沢諭吉』あかね書房(嵐の中の日本人シリーズ)
- 『川上貞奴 物語と史蹟をたずねて』成美堂出版 1984年
- 『風丸が行く 戦国の放浪児』読売新聞社 1985年
- 『「人」が決め手だ 新・公務員人材論』ぎょうせい 1985年
- 『盛者の群像 変革期にまなぶ行動学』日本生産性本部 1985年 「日本を創った官僚たち」旺文社文庫
- 『勝海舟の人生訓 多様化時代に対処する、勇気・先見・行動力』永岡書店 1985年 のちPHP文庫
- 『青春児 小説伊藤博文』学陽書房 1985年 「小説伊藤博文」文庫、集英社文庫
- 『戦国にみる創造的経営』時事通信社 1985年
- 『人間通になるために 人を知れば人が動く』日本実業出版社 1985年
- 『土方歳三 物語と史蹟をたずねて』成美堂出版 1985年 のち文庫
- 『名将に学ぶ人間学』三笠書房 1985年 のち文庫
- 『志士の海峡』朝日新聞社 1985年 「奇兵隊燃ゆ」改題
- 『人間の器量』三笠書房 1986年 のち文庫
- 『組織力の人物学』学陽書房 1986年
- 『徳川家康のブレーンたち』三笠書房 1986年
- 『男の値打ちは「度量」で決まる 修羅場に強い知将・闘将のケンカと迫力の方法』大和出版 1986年
- 『ゴキブリが行く 史訪日本のまち』ぎょうせい 1986年
- 『がんばれ!!30代公務員 公務員人生論』公人の友社 1987年
- 『男の人生は「敗者復活」にあり 再び勝機をつかんだ知将・闘将に学ぶ自己修養の方法』大和出版 1987年
- 『坂本竜馬と歩く』新人物往来社 1987年
- 『「作戦要務令」の新しい読み方』三笠書房 1987年
- 『「人づくり」の人間学』三笠書房 1987年
- 『小説太田道灌 江戸開発の知将も謀略を見抜けず』読売新聞社 1987年 のちPHP文庫
- 『近江商人魂 蒲生氏郷と西野仁右衛門』学陽書房 1987年 のち人物文庫「蒲生氏郷」改題 2008年
- 『修羅の藍 阿波藩財政改革』講談社 1987年 「小説蜂須賀重喜」文庫
- 『武田信玄の人間学』講談社文庫 1987年
- 『家訓で活かす経営戦略』六興出版 1987年
- 『歴史の中の名総務部長』三笠書房 1987年
- 『信玄の「人は城」経営学 最強・武田軍団を育てた経営戦略に学ぶ』日本文芸社 1987年
- 『「バサラ人間」待望論 人生、意気に感ずる生き方・21項』大和出版 1987年
- 『徳川家康「攻め」と「守り」の経営学 戦国武将の経営戦略』立風書房 1988年 「徳川家康の経営学」人物文庫
- 『名家老列伝 歴史に学ぶ「実力重役」の条件』PHP研究所 1988年 のち文庫
- 『春日局』三笠書房 1988年 のち文庫
- 『人生を選び直した男たち 歴史に学ぶ転機の哲学』PHP研究所 1988年 のち文庫
- 『徳川家光の人間学』講談社文庫 1988年
- 『高田屋嘉兵衛 物語と史蹟をたずねて』成美堂出版 1988年 のち文庫
- 『江戸のビジネス感覚』朝日新聞社 1988年 のち文庫
- 『男の器量』三笠書房 1989年 のち文庫
- 『日本の青春 西郷隆盛と大久保利通の生涯』三笠書房 1989年
- 『係長こそ現場の主権者だ』ぎょうせい(係長の智慧)
- 『男の真価は「出処進退」で決まる 自己の責務を貫く“捨身"の生き方の美学』大和出版 1989年
- 『社長は自分の息子を後継者としてどう育てるか』三笠書房 1989年
- 『九〇年代の経営改革・新和魂のすすめ』時事通信社 1989年
- 『強いリーダー生き方の秘密 こんな男に人と運はついてくる』経済界 1989年
- 『幕末維新の出向社員』実業之日本社 1989年
- 『「人望」の研究 西郷隆盛はなぜ人を魅きつけるのか?』主婦と生活社 1989年
- 『ばさらの群れ』日本経済新聞社 1990年 のちPHP文庫
- 『歴史の仕掛人 日本黒幕列伝』読売新聞社 1990年
- 『坂本竜馬の人間関係 しごとに活かす』白馬出版 1990年
- 『人心掌握の天才たち 戦国武将に学ぶリーダーの条件』PHP文庫 1990年
- 『歴史にみるビジネス・人・発想』日本経済通信社 1990年
- 『勝つ術はこれだ ビジネスマン下剋上』総合法令 1990年
- 『小説二宮金次郎』学陽書房 1990年 のち人物文庫、集英社文庫
- 『幕末日本の経済革命』ティビーエス・ブリタニカ 1990年
- 『謎の太平記』祥伝社(ノン・ポシェット)
- 『歴史に学ぶ指導者の企画力 時代の転換点を乗り切るために』中経出版 1991年
- 『まちおこし人国記』時事通信社(現代を読む)
- 『志の人たち』読売新聞社 1991年
- 『信長の野望』光栄 1991年
- 『明治天皇の生涯』三笠書房 1991年 のち徳間文庫
- 『挫折体験のある人こそ、人を動かせる 歴史から読む現代的リーダーの条件』芸文社 1991年
- 『楠木正成 物語と史蹟をたずねて』成美堂出版 1991年 のち文庫
- 『まちを視る風土を活かす』学陽選書 1991年
- 『南北朝の梟』日本経済新聞社 1991年 「小説北畠親房」成美文庫
- 『渋沢栄一人間の礎』経済界 1991年 のち学陽書房人物文庫
- 『信長』ぎょうせい 1992年 「織田信長破壊と創造」日経ビジネス人文庫
- 『「人間の魅力」が人を育てる "知"で率い、"心"で伸ばすリーダーシップの方法』大和出版 1992年
- 『群れず、敢えて一人で立つ 混迷の時代を生き抜く人生の流儀』PHP研究所 1992年
- 『琉球王朝記』三笠書房 1992年
- 『奥州藤原四代』三笠書房 1992年
- 『戦国の家長 生き残るために何をしたか』1992年 中経出版
- 『明日は維新だ』 1992年 集英社文庫
- 『日本式経営の知略』全3巻 毎日新聞社 1993年 - 1994年 「歴史に学ぶ不況に勝つ経営術」「歴史に学ぶ後継者育成の経営術」「歴史に学ぶ危機突破の経営術」廣済堂文庫
- 『株式会社江戸幕府さらりーまん事情』ベストセラーズ、1993年 「江戸管理社会反骨者列伝」講談社文庫
- 『「組織変革」事始め さむらい達のリストラ苦心談』実業之日本社 1993年 「江戸のリストラ仕掛人」集英社文庫
- 『ぬくもりの人間学 歴史に学ぶ本当の日本的リーダーの条件』東洋経済新報社 1993年
- 『信玄上洛』光栄 1993年
- 『戦国武将の人間学 リーダーにみる人の生かし方』富士見書房 1993年 のち小学館文庫
- 『風来坊列伝』毎日新聞社 1993年
- 『乱世人間学 サムライ講座』扶桑社 1993年
- 『“自治体狂"の自治体職員論』学陽選書 1993年
- 『北の王国 智将直江兼続』学陽書房 1993年 のち人物文庫 「小説直江兼続」集英社文庫
- 『湖水の疾風 平将門』学陽書房、1993年 のち「平将門」人物文庫、集英社文庫
- 『童門流一語一会 ビジネス社会はミステリーゾーンだから、人と組織の洞察力が必要』総合労働研究所 1993年
- 『歴史が教える経営の極意 織田信長、豊臣秀吉、徳川家康、三井高利、大浦慶、渋沢栄一ほか―近世日本の才人達から学ぶ“商いのこころ"』日本経済通信社 1993年
- 『私塾の研究 日本を変革した原点』PHP文庫 1993年
- 『マイナス転じて福となす経営 名商人に学ぶ始末と才覚の研究』PHP研究所 1993年
- 『人生の師』三笠書房 1993年
- 『上杉鷹山の師細井平洲の人間学 人心をつかむリーダーの条件』PHP研究所 1993年 「上杉鷹山と細井平洲」文庫、「上杉鷹山の師細井平洲」集英社文庫
- 『村瀬誠の自治体職員世直し志士論』公人の友社(地方自治ジャーナルブックレット)
- 『小説徳川吉宗』日本経済新聞社 1993年 のち人物文庫
- 『上杉鷹山の戦略と発想 複合不況に勝つリーダー・組織の条件』広済堂出版 1993年 「上杉鷹山の危機突破法」文庫
- 『坂本竜馬・人間の大きさ』三笠書房 1993年 のち文庫
- 『戦国名将一日一言』経営書院 1993年 のちPHP文庫
- 『幕末私設機動隊 新撰組と諸隊の光と影』ベストセラーズ(ワニ文庫) のち人物文庫
- 『小説 河井継之助 武装中立の夢は永遠に』東洋経済新報社 1994年 のち学陽人物文庫
- 『組織のためにどう動く 忠誠か、反逆か』同文書院 1994年
- 『歴史小説家の楽屋裏 歴史はなぜ人に感動を与えるか』中経出版 1994年
- 『幕末人間学 サムライ講座』扶桑社 1994年
- 『小説・横井小楠 維新への道を拓いた巨人』祥伝社 1994年　「慶喜を動かした男 小説 知の巨人・横井小楠」祥伝社文庫
- 『歴史に学ぶ危機管理』丸善ライブラリー 1994年
- 『老虫は消えず 小説大久保彦左衛門』集英社 1994年 のち文庫
- 『廃県置藩』にっかん書房 1994年
- 『「左遷」をバネにする生き方 勝機をつかんだ知将・闘将の“自己変革”の方法』大和出版 1994年
- 『小説遠山金四郎』日本経済新聞社 1994年 のちPHP文庫
- 『生涯青春 伊能忠敬の「生き方哲学」に学ぶ』三笠書房 1994年 「伊能忠敬」人物文庫、河出文庫
- 『江戸人遣い達人伝』講談社 1994年 「人を育て、人を活かす」文庫
- 『海の街道』学陽書房 1994年 「海の街道 銭屋五兵衛と冒険者たち」文庫
- 『誠は天の道なり 幕末の名補佐役・山田方谷の生涯』講談社 1995年 「山田方谷」人物文庫
- 『小説徳川家康』光栄 1995年 「覇者の条件」徳間文庫
- 『大処世訓 先人に学ぶ生きるヒント』講談社 1995年
- 『幕末の武蔵 一期一会』読売新聞社 1995年
- 『江戸のワイロ もらい上手・渡し上手の知恵くらべ』文春ネスコ 1995年 「江戸の賄賂」集英社文庫
- 『成功と失敗の分かれ目』ロングセラーズ(ムックの本)
- 『新釈三国志』日本経済新聞社 1995年 - 1996年 のち人物文庫、日経ビジネス人文庫
- 『秀吉 何がこの男に天下をとらせたか』三笠書房(知的生きかた文庫)
- 『沼と河の間で 小説大田蜀山人』毎日新聞社 1995年
- 『小説黒田如水』富士見書房 1995年 のち小学館文庫、「軍師黒田如水』河出文庫
- 『新・水戸黄門異聞』講談社 1995年 のち文庫
- 『江戸の怪人たち』集英社文庫 1995年
- 『参謀は名を秘す 歴史に隠れた名補佐役たち』日本経済新聞社 1996年 のち中公文庫、日経ビジネス人文庫
- 『男の磨き方 歴史人物にみる人生の極意』PHP研究所 1996年 「歴史人物に学ぶ男の「行き方」男の「磨き方」」文庫
- 『変革期のリーダーシップ』労働旬報社 1996年
- 『小説毛利元就』PHP研究所 1996年 のち文庫
- 『小説蒲生氏郷』学陽書房 1996年 のち集英社文庫、人物文庫
- 『成功する「人心掌握」術 「自己改革」の最高名著『日暮硯』』三笠書房 1996年
- 『新・戦国史談』立風書房 1996年
- 『地方分権化の旗手たち 肉声できく首長の地方分権論』実務教育出版 1996年
- 『小説千利休』PHP研究所 1996年 のち文庫
- 『開国の時代を生き抜く知恵』プレイグラフ社 1996年
- 『ほんとうの智恵を学ぶ 人生の手本にしたい名君の真骨頂』三天書房 1996年
- 『西郷隆盛の人生訓』PHP文庫 1996年
- 『名将に学ぶ人間学』三笠書房 1996年
- 『江戸商人の経済学』丸善ライブラリー 1996年
- 『小説石田三成』成美堂出版 1996年 のち文庫、人物文庫
- 『江戸柳生と尾張柳生』中公文庫 1996年
- 『全一冊 小説 上杉鷹山 集英文庫 1996年
- 『維新前夜』講談社 1997年
- 『「人望力」の条件 人が集まる五つの要諦』大和書房 1997年
- 『童門式「超」時間活用法』中央公論社 1997年 「わたしの「超」時間活用法」文庫
- 『小説海舟独言』講談社文庫書下ろし 1997年
- 『小説山中鹿介』日刊工業新聞社 1997年 のち人物文庫
- 『小説榎本武揚 二君に仕えた奇跡の人材』祥伝社 1997年 「人生を二度生きる」文庫
- 『毛利一族の賢将小早川隆景』実業之日本社 1997年 のち人物文庫
- 『夜明け前の女たち』講談社 1997年 のち文庫
- 『真説徳川慶喜』PHP研究所 1997年
- 『戦国・江戸男を育成した女の才覚 いい夫婦には理由がある 光文社 1997年
- 『海の街道 銭屋五兵衛と冒険者たち』学陽書房人物文庫 「銭屋五兵衛と冒険者たち」集英社文庫
- 『大政奉還 徳川慶喜の二〇〇〇日』日本放送出版協会 1997年 のち人物文庫
- 『小説内藤丈草』富士見書房 1997年
- 『評伝二宮金次郎 心の徳を掘り起こす』致知出版社 1997年
- 『大江戸豪商伝』徳間書店 1998年 のち文庫
- 『小林一茶』毎日新聞社 1998年 のち人物文庫
- 『真説・赤穂事件』日本放送出版協会 1998年
- 『大奥追放 異聞吉宗と絵島』集英社 1998年 のち文庫
- 『幕末維新の光と影 東北諸藩の運命に殉じた男たち』光人社 1998年
- 『冬の火花 上田秋成とその妻』講談社文庫書下ろし 1998年 のち文庫
- 『小説山本常朝 『葉隠』の武士道を生きた男』致知出版社 1998年 のち人物文庫
- 『心の三畳間 童門冬二の新つれづれ草』三天書房 1998年
- 『「浪人精神」で克つ! 男が意地を見せる時』日本経済新聞社 1998年
- 『真説赤穂銘々伝』平凡社新書 1999年
- 『将の器参謀の器 あなたはどちらの“才覚"を持っているか』青春出版社 1999年 のち文庫
- 『男の論語』全2巻 PHP研究所 1999年 - 2000年 のち文庫
- 『男子豹変のすすめ』PHP研究所 1999年
- 『小説中江藤樹』学陽書房 1999年 のち人物文庫
- 『大改革 長州藩起つ』日本経済新聞社 1999年 「長州藩大改革」人物文庫
- 『西吉野朝太平記』奈良新聞社 1999年
- 『赤穂落城 元禄の倒産とその始末』経済界 1999年 「忠臣蔵の経営学」人物文庫
- 『小説徳川秀忠』成美堂出版 1999年 のち文庫、人物文庫
- 『家康と正信 最後に笑った主役と名補佐役』PHP研究所 1999年 のち文庫
- 『徳川三代諜報戦』日本放送出版協会 1999年 「徳川三代の情報戦略」人物文庫
- 『毛利元就 独創的経営法とリーダーシップ』光人社 1999年
- 『井伊大老暗殺 水戸浪士金子孫二郎の軌跡』光人社 1999年
- 『細川重賢 名君肥後の銀台』実業之日本社 1999年 のち人物文庫
- 『江戸の都市計画』文春新書 1999年
- 『童門冬二の名将言行録 賢者は歴史に学ぶ』日本実業出版社 1999年
- 『「童門式」資料整理法』実業之日本社 1999年
- 『逆境に打ち克つ人間学』大和書房 1999年 「逆境に打ち克つ男たち」講談社+α文庫
- 『伊能忠敬 生涯青春の生き方哲学』1999年 三笠書房
- 『全一冊 小説 直江兼続 北の王国』 1999年 集英社文庫
- 『北条時宗の生涯』三笠書房 2000年
- 『田沼意次と松平定信』時事通信社 2000年
- 『国僧日蓮』学習研究社 2000年 のち文庫
- 『戦国武将の宣伝術 隠された名将のコミュニケーション戦略』宣伝会議 2000年 のち講談社文庫
- 『夭折幕末維新史』光人社 2000年 「幕末に散った男たちの行動学」PHP文庫
- 『大江戸株式会社の危機管理術』東京書籍 2000年
- 『横井小楠と由利公正の新民富論 明治国家のグランドデザインを描いた二人の英傑』経済界 2000年
- 『決断 蒙古襲来と北条時宗』日本放送出版協会 2000年
- 『幕末維新陰の参謀』東京書籍 2000年
- 『論語とソロバン 渋沢栄一に学ぶ日本資本主義の明日』祥伝社 2000年 「渋沢栄一人生意気に感ず」PHP文庫
- 『もうひとつの忠臣蔵』光文社時代小説文庫 2000年
- 『「風度」の人間学 新しい世紀の人と心』徳間書店 2000年
- 『家康・秀吉・信長乱世の統率力』PHP研究所 2000年 「信長・秀吉・家康の研究」文庫
- 『童門冬二集』リブリオ出版(げんだい時代小説)
- 『評伝戦国武将 智略と決断の人間学』経済界 2000年
- 『異聞おくのほそ道』集英社 2000年 のち文庫
- 『人間の絆 岐路に立つ男たちを支えた あなたは“拠り所"をどこに置くか』青春出版社 2000年 「幹になる男幹を支える男」文庫
- 『歴史のベンチャーたち いま蘇る不屈の精神』日経BP社 2000年
- 『小説 立花宗茂』学陽書房 2000年 のち人物文庫、集英社文庫
- 『全一冊 小説 蒲生氏郷』 集英社文庫 2000年
- 『日本史に学ぶ「女の器量」』三笠書房 2001年
- 『吉田松陰』学陽書房 2001年 のち人物文庫、集英社文庫
- 『戦国を勝ちぬいた武将たち 危機克服のリーダーシップ』日本放送出版協会 (NHKシリーズ)
- 『前田利家とまつの生涯』三笠書房 2001年
- 『戦国武将に学ぶ生活術』産能大学出版部 2001年
- 『童門流吏道随感 おまえの敵はおまえ!』ぎょうせい 2001年
- 『勇断 前田家三百年の経営学』日本放送出版協会 2001年
- 『鬼作左 組織を育てる“頑固者"の研究』PHP研究所 2001年 「本多作左衛門」文庫
- 『鍋島直茂 葉隠の名将』実業之日本社 2001年 のち人物文庫
- 『偉物伝』講談社文庫オリジナル 2001年
- 『童門流人前で話すコツ』時事通信社 2001年 のちPHP文庫
- 『失われし男の気概 最後に人を動かすのは、この“懐の深さ"だ』青春出版社 2001年
- 『全一冊 二宮金次郎』集英社文庫 2001年
- 『疾走の志士高杉晋作』ベストセラーズ 2002年 「高杉晋作」PHP文庫
- 『歴史探訪を愉しむ』実教教育出版 2002年
- 『家康名臣伝』東洋経済新報社 2002年
- 『松陰語録 いま吉田松陰から学ぶこと』致知出版社 2002年
- 『日本史にみる経済改革 歴史教科書には載らない日本人の知恵』角川oneテーマ21、2002年
- 『前田利家』小学館 2002年 のち文庫
- 『二番手を生ききる哲学 信念の武将・藤堂高虎が身をもって示したもの』青春出版社 2002年
- 『歴史に学ぶ人間学』潮出版社 2002年
- 『宮本武蔵』三笠書房 2002年
- 『武蔵 兵法革命家の生き方』日本放送出版協会 2002年
- 『小説小栗上野介』集英社 2002年 のち文庫
- 『童門冬二の歴史余話』光人社 2002年
- 『葉隠の人生訓』PHP研究所 2002年 「小説葉隠」文庫
- 『危機克服の名将武田信玄』実業之日本社 2002年 「武田信玄」人物文庫
- 『全一冊 小説 平将門』集英社文庫 2002年
- 『武蔵の道』小学館 2003年
- 『日本の復興者たち』光人社 2003年 のち講談社文庫
- 『人生、義理と人情に勝るものなし』PHP研究所 2003年
- 『男の詩集』PHP研究所 2003年
- 『和魂和才 世界を超えた江戸の偉人たち』PHP研究所 2003年
- 『小説項羽と劉邦』日本実業出版社 2003年 のち講談社文庫
- 『武士たちの死生観』日本放送出版協会(NHKシリーズ)
- 『「本間さま」の経済再生の法則 欲を捨てよ、利益はおのずとついてくる』PHP研究所 2003年
- 『勝頼と信長 後継者のリーダーシップ』学陽書房 2003年
- 『曾呂利新左衛門 秀吉の知恵袋』実業之日本社 2003年
- 『勇者の魅力 人を動かし、組織を動かす』清文社 2003年
- 『小説近藤勇』潮出版社 2003年
- 『異聞・新撰組 幕末最強軍団、崩壊の真実』朝日新聞社 2003年 のち文庫
- 『柳生宗矩の人生訓 徳川三代を支えた剣豪、「抜群の智力」とは?』PHP研究所 2003年
- 『大人のための人生論』五月書房 2004年 「改革者に学ぶ人生論」講談社文庫
- 『小説前島密 天馬陸・海・空を行く』郵研社 2004年
- 『佐久間象山 幕末の明星』実業之日本社 2004年 のち講談社文庫
- 『50歳からの歴史の旅 京都、鎌倉には、あえて行かない･･･』青春出版社 2004年
- 『尊王攘夷の旗 徳川斉昭と藤田東湖』光人社 2004年
- 『江戸300年大商人の知恵』講談社+α新書 2004年
- 『時代を変えた女たち』潮出版社 2004年
- 『江戸の経済改革 日本人の知恵の原点』ビジネス社 2004年
- 『部長の難問課長の苦問』学陽書房 2004年
- 『武将を支えた禅の教え』青春出版社 2004年 「男の禅」文庫
- 『ニッポンの創業者 大変革期に求められるリーダーの生き方』ダイヤモンド社 2004年
- 『妖怪といわれた男 鳥居耀蔵』小学館 2004年 のち文庫
- 『異才の改革者渡辺崋山 自らの信念をいかに貫くか』PHP文庫 2005年
- 『細川幽斎の経営学 価値観大転換時代を生き抜く知恵』PHP文庫 2005年
- 『お札になった偉人 その人物がナゼお札になったのか!?』池田書店 2005年
- 『小説田中久重 明治維新を動かした天才技術者』集英社 2005年 のち文庫
- 『義経を討て』潮出版社 2005年
- 『三番手の男 山内一豊とその妻』日本放送出版協会 2005年
- 『異聞 おくのほそ道』集英社文庫 2005年
- 『人生が開ける戦国武将の言葉』PHP研究所 2006年
- 『人生で必要なことはすべて落語で学んだ』PHP文庫 2006年
- 『江戸大商人が守り抜いた商いの原点 目先の一両より、はるかに大事なものとは』青春出版社 2006年
- 『「中興の祖」の研究 組織をよみがえらせるリーダーの条件』PHP研究所 2006年
- 『日本史に刻まれた最期の言葉』祥伝社新書 2006年
- 『童門冬二の論語の智恵一日一話 孔子に学ぶ最高の処世訓』PHP研究所 2006年
- 『師弟 ここに志あり』潮出版社 2006年
- 『小説佐藤一斎』致知出版社 2006年
- 『戦国一孤独な男―山本勘助』日本放送出版協会 2006年
- 『松浦静山夜話語り』実業之日本社 2006年
- 『小説 小栗上野介 日本の近代化を仕掛けた男』集英社文庫 2006年
- 『全一冊 小説 立花宗茂2集英社文庫 006
- 『大御所家康の策謀』日経ビジネス人文庫書下ろし 2007年
- 『幕末・男たちの名言 時代を超えて甦る「大和魂」』PHP研究所 2007年
- 『上司の心得 名将名君に学ぶ』PHP研究所 2007年
- 『人生で大切なことはすべて映画で学んだ』PHP文庫 2007年
- 『器量人の研究』PHP文庫 2007年
- 『内村鑑三の『代表的日本人』 品格ある5人の日本人が教えてくれたこと』PHP研究所 2007年
- 『幕末の尼将軍―篤姫』日本放送出版協会 2007年
- 『男の老子 「フイゴ人間」になろう』PHP研究所 2007年
- 『人生の歩き方はすべて旅から学んだ』PHP文庫 2007年
- 『人生に役立つ!偉人・名将の言葉』PHP研究所 2008年
- 『参謀力 直江兼続の知略』日本放送出版協会 2008年
- 『小説 河井継之助』【完全版】東洋経済新報社 2008年
- 『尼将軍北条政子 日本史初の女性リーダー』PHP文庫 2008年
- 『三国志・赤壁の戦い 天下分け目の群雄大決戦』PHP研究所 2008年
- 『義塾の原点』リブロアルテ 2008年
- 『戦国武将引き際の継承力』河出書房新社 2009年
- 『人生の醍醐味を落語で味わう』2009年 (PHP新書）
- 『鈴木正三 武将から禅僧へ』河出書房新社 2009年
- 『小説米沢藩の経営学 直江兼続・上杉鷹山・上杉茂憲-改革者の系譜』2009年 (PHP文庫）
- 『泣ける戦国ばなし』WAVE出版 2009年
- 『龍馬と弥太郎』日本放送出版協会 2009年
- 『へいしゅうせんせえ 細井平洲』潮出版社 2009年 のち集英社文庫「上杉鷹山の師 細井平洲」 改題 2011年
- 『戦国を終わらせた女たち』日本放送出版協会 2010年
- 『2時間で教養が身につく日本史のツボ』2010年 (青春新書インテリジェンス)
- 『新釈楽訓 人生を楽しく生きる知恵』PHP研究所 2010年
- 『小説新井白石 幕政改革の鬼』河出書房新社 2010年
- 『龍馬「海援隊」と岩崎弥太郎「三菱商会」』朝日新聞出版 2010年
- 『小説 西郷隆盛』学陽書房（人物文庫）2010年
- 『日本の歴史どうしても知っておきたい名場面80』三笠書房 2011年
- 『童門冬二の先人たちの名語録』中日新聞社 2011年
- 『リーダーの決断参謀の決断』2011年 (青春新書インテリジェンス)
- 『清盛の平家経営術』NHK出版 2011年
- 『上杉茂憲 沖縄県令になった最後の米沢藩主』2011年 (祥伝社新書）
- 『成功と失敗の分かれ目』2011年 ロング新書
- 『男の菜根譚』PHP研究所 2011年
- 『戦国武将のマネジメント術 乱世を生き抜く』ダイヤモンド社 2011年
- 『人生を励ます太宰治の言葉』致知出版社 2011年
- 『恕 日本人の美しい心』編著 里文出版 2012年
- 『65歳からの「男の人生」』三笠書房 2012年
- 『近江商人のビジネス哲学』三方よし研究所 2012年
- 『巨勢入道河童 平清盛』 集英社文庫 2012年
- 『歴史のおしえ』毎日新聞社 2012年
- 『韓非子に学ぶホンネで生きる知恵』2012年 じっぴコンパクト新書
- 『退いて後の見事な人生』2012年 (祥伝社新書）
- 『徳川三百年を支えた豪商の「才覚」』2013年 (角川SSC新書）
- 『戦国武将に学ぶ「危機対応学」』2013年 (角川SSC新書）
- 『黒田官兵衛 知と情の軍師』時事通信出版局 2013年
- 『小説 田中久重 明治維新を動かした天才技術者』集英社文庫 2013年
- 『新訳信長の言葉』KADOKAWA 2014年
- 『人・水 美しい日本のこころ』水道産業新聞社 2014年
- 『諸国賢人列伝 地域に人と歴史あり』ぎょうせい 2014年
- 『なぜ一流ほど歴史を学ぶのか』2014年 (青春新書INTELLIGENCE）
- 『全一冊 小説 新選組』集英社文庫 2014年
- 『全一冊 小説 幕末青春児 伊藤博文』集英文庫 2014年
- 『全一冊 小説 吉田松陰』集英社文庫 2014年
- 『全一冊 小説 銭屋五兵衛と冒険者たち』集英社文庫 2014年
- 『名将真田幸村』2015年 (成美文庫）
- 『日本史は「線」でつなぐと面白い!』2015年 (青春文庫）
- 『最後の言葉』経済法令研究会 経法ビジネス新書
- 『細井平洲の経営学 『嚶鳴館遺草』に学ぶ』志學社 2015年
- 『大岡忠相 江戸の改革力吉宗とその時代』 集英社文庫 2015年
- 『上杉鷹山』【完全版】 PHP研究所 2019年
- 『小説秋月鶴山 上杉鷹山がもっとも尊敬した兄』 PHP研究所 2021年
- 『徳川家康の人間関係学 最後に勝ち残る男の選択』 プレジデント社 2022年
- 『マジメと非マジメの間（はざま）で』ぱるす出版 2023年

### 共著
- 『みならい天使』若木書房 1963年 ※漫画原作。本名の太田久行名義。講談社『週刊少女フレンド』連載（作画：赤松セツ子）[8]
- 『徳川吉宗の人間学 変革期のリーダーシップを語る』津本陽対談 プレジデント社 1995年 のち講談社文庫
- 『逆境をバネに器量を磨け 危機克服の人間力』竹村健一 PHP研究所 1996年
- 『米百俵と小林虎三郎』稲川明雄 東洋経済新報社 2001年
- 『得意なことを継続すればそれはあなたのスペシャルになる』重田玲共著 サンポスト 2015年

## 出演

### テレビ
- 視点・論点（日本放送協会）

### ラジオ
- 文化講演会（NHKラジオ第二放送）
- わが人生に乾杯! （2011年2月17日 NHKラジオ第一放送）

## 栄典
- 1999年 - 勲三等瑞宝章。